# SN 2007gv
SN 2007gv – supernowa typu Ia odkryta 19 sierpnia 2007 roku w galaktyce A013905+0614. W momencie odkrycia miała maksymalną jasność 20,00m.